# Dolina Sucha Stawiańska

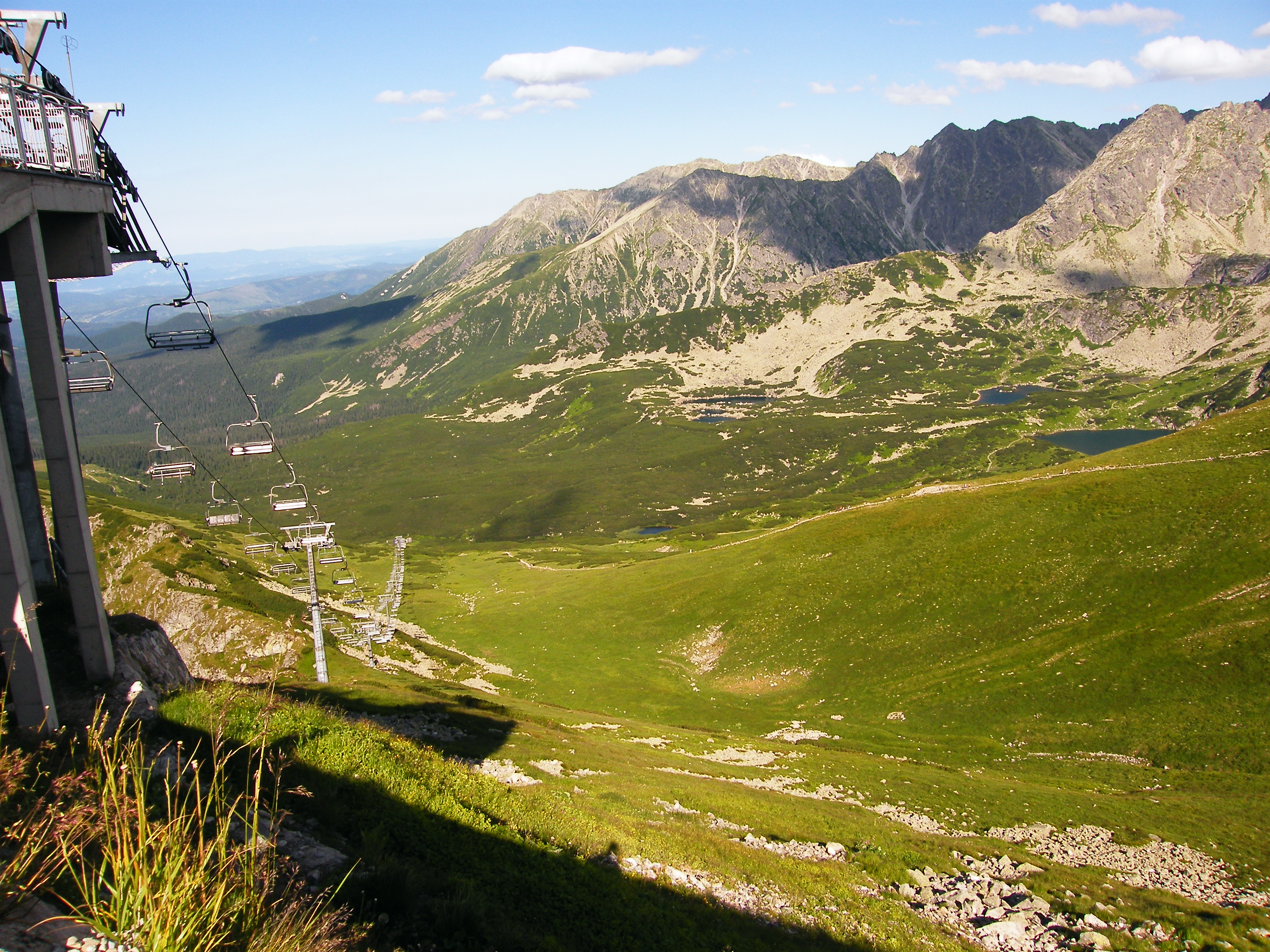
Sesselbahn im Sommer

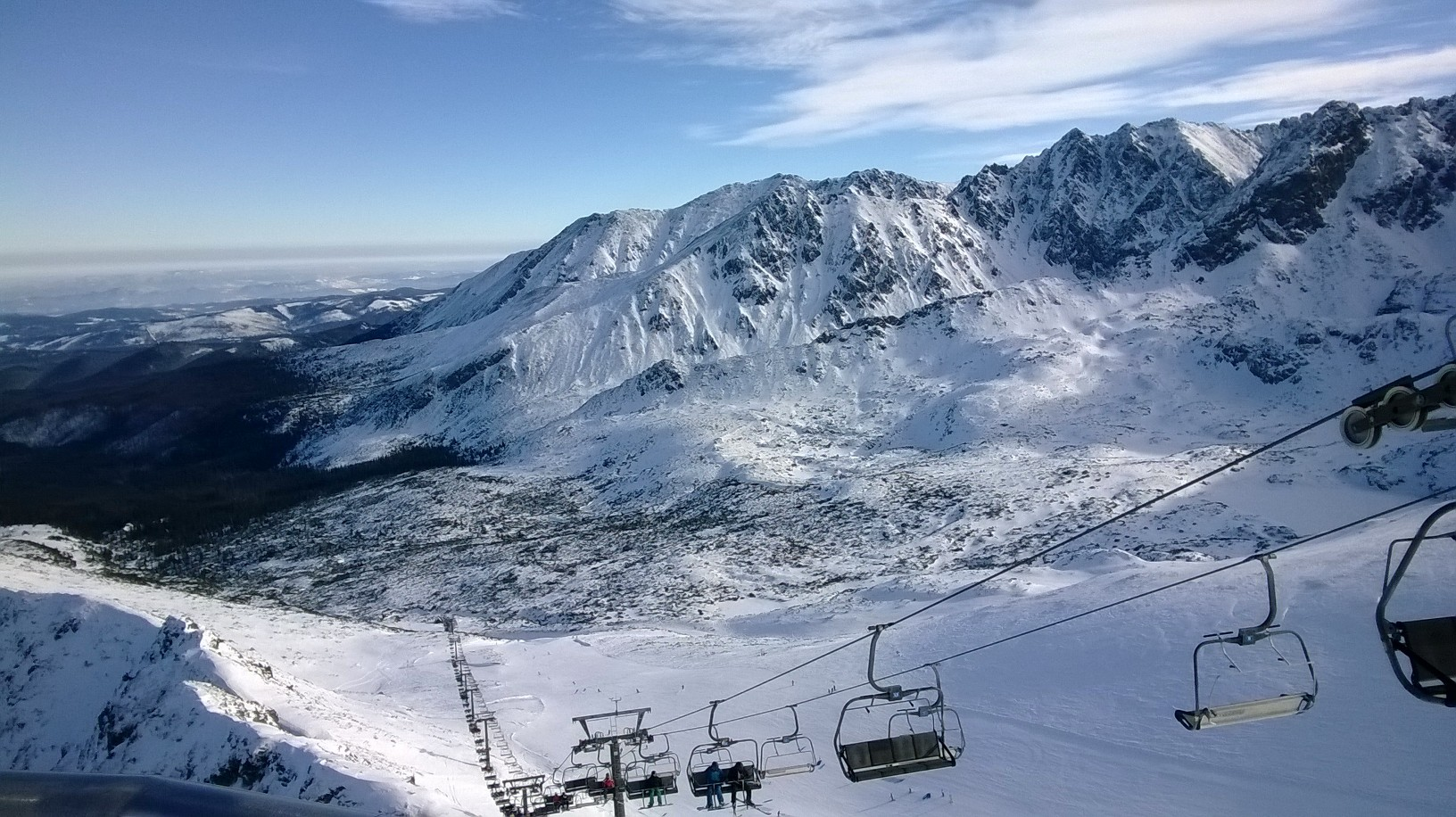
Sesselbahn im Winter

Das eiszeitlich durch Gletscher geformte Hängetal Dolina Sucha Stawiańska ist eine südöstliche Verlängerung des Tals Dolina Zielona Gąsienicowa, das wiederum ein Seitental des Tals Dolina Suchej Wody Gąsienicowej ist und in der polnischen Hohen Tatra und Westtatra in der Woiwodschaft Kleinpolen liegt. Es liegt unterhalb der Gipfel des Uhrocie Kasprowe, des Kasprowy Wierch und des Beskid sowie des Bergpasses Sucha Przełęcz.

## Geographie
Das Tal ist ca. 2 km lang und von über 2000 Meter hohen Bergen umgeben, insbesondere vom Massiv des Kasprowy Wierch. Über dem Tal liegt das Hängetal Kocioł Kasprowy. Im Tal verläuft die Grenze zwischen Hoher Tatra im Osten und Westtatra im Westen.

## Etymologie
Der Name leitet sich davon ab, dass in diesem Abschnitt des seenreichen Tals Dolina Gąsienicowa keine Seen auftreten. Er lässt sich als Trockenes Seental übersetzen. 

## Flora und Fauna
Das Tal liegt unterhalb und oberhalb der Baumgrenze. Es ist mit Bergkiefern bewachsen. Das Tal ist Rückzugsgebiet für Gämsen und Murmeltiere.

## Klima
Im Tal herrscht Hochgebirgsklima.

## Almwirtschaft
Das Tal wurde seit dem 17. Jahrhundert für die Almwirtschaft genutzt. Es gehörte zur Alm Hala Gąsienicowa. Nach der Errichtung des Tatra-Nationalparks 1954 wurden die ehemaligen Eigentümer enteignet bzw. zum Verkauf gezwungen. Seitdem die Almwirtschaft nicht mehr betrieben wird, wächst das Tal mit Bergkiefern zu.

## Tourismus
- ▬ Im Tal befindet sich ein gelb markierter Wanderweg von der Berghütte Schronisko PTTK Murowaniec auf den Gipfel des Kasprowy Wierch.

Durch das Tal führt die ca. 8,5 km lange Skipiste Gąsienicowa vom Kasprowy Wierch hinab bis in den Zakopaner Stadtteil Kuźnice sowie eine Sesselbahn von der Talsohle auf den Kasprowy Wierch, die Sesselbahn Hala Gąsienicowa.